# Goriška brda
Goriška brda (tudi Brda) so del geografskega območja Posočja in ležijo ob meji med Slovenijo in Italijo. Čeprav so že stoletja pokrajina ob meji, jih je razmejitev po 2. svetovni vojni precej nesmiselno prerezala, tako da sta njen južni in skrajni zahodni del danes v Italiji (italijansko ime je Collio, furlansko Cuei), s tem pa so tam ostali tudi številni Slovenci. 

## Geografija
Goriška brda so naravno omejena na severu z visokim slemenom Korade (812 m) oziroma južnim delom Kambreškega, vzhodna meja je sleme med Korado in Sabotinom (609 m) in ločuje Brda od spodnje doline reke Soče, na zahodu teče naravna meja po reki Idriji (italijansko Iúdrio), preko katere se začne Furlanska nižina.
Gričevnato pokrajino domačini delijo na Zahodna in Vzhodna Brda ali tudi Zgornja in Spodnja Brda. Večino gričevja sestavlja fliš, nekaj je apnenca, le na skrajnem severu in jugovzhodu se pojavljajo karbonatne kamnine. Gričevje prepreda več manjših vodotokov in jih delijo v tri glavna slemena, ta pa se še naprej delijo z vmesnimi dolinami.
Zaradi neprepustnega fliša je mreža neimenovanih vodotokov zelo gosta in znaša 1,9 km /km². Njihova vodnatost je odvisna od padavin, mnogi poleti in pozimi presahnejo, večina jih teče proti jugozahodu. Doline so v spodnjem delu širše, v zgornjem pa se spremenijo v grape. Najbolj izstopa dolina potoka Kozbanjšček, ki je izdolbel pravo sotesko z drasljami, naravnim mostom in drugimi pojavi.
Na podnebje v Goriških brdih vpliva le 20 km oddaljeno Jadransko morje. Severna slemena jih varujejo pred hladnimi severnimi vetrovi in ker so bolj izpostavljena proti jugu in zahodu jih greje in vlaži topel jugozahodni veter. Srednja letna temperatura znaša 12,4 ºC, januarska je 3,9 ºC, julijska pa 21,1 ºC. Zime so lahko tudi precej hladne. Povprečne letne padavine so okoli 1600 mm in naraščajo z nadmorsko višino.
Občina Brda je bila ustanovljena 4. aprila leta 1994 in danes šteje 45 naselij. Največje naselje je Vipolže, sedež občine pa je Dobrovo (italijansko Castel Dobra).

### Sadjarstvo
V Brdih ima češnja posebno vlogo. Kmetu predstavlja prvi letni dohodek in od njih so bile nekoč odvisne cele družine. Briške češnje so slovele celo na daljnem Dunaju, briške žene pa so jih prodajale tudi po Kranjskem, Koroškem, Štajerskem in Salzburškem. Danes so prvi spomladanski gost vseh slovenskih tržnic, vse briško sadje pa se ponaša z lastno zaščitno znamko Sadje Goriških brd. Poleti dozorijo breskve, ki predstavljajo največji delež briškega sadja. Odlično pa tu uspevajo še marelice, hruške, jabolka, fige, slive. Zadnji sadež v letu je kakija. Brda so pomembna tudi po slivah, ki so jih Brici nekoč na poseben način predelali - penčali. Posušene, olupljene in žveplane slive so sploščili in zaokrožili, da so nastale tako imenovane prunele, ki so jih še posebej cenili na Dunaju in celo v Ameriki. Danes se s penčanjem ukvarjajo le še redke Brike, ki skušajo ohraniti nekdanjo tradicijo. V Brda se po veliki pozebi konec dvajsetih let počasi vračajo oljke.

### Vinogradništvo
Vinsko trto so v Brdih gojili že od nekdaj, danes pa obsegajo vinogradi okrog 1800 hektarjev. Najbolj znana briška bela vina so rebula, sauvignonasse, pinot, sivi pinot, chardonnay, sauvignon, rdeči merlot in cabernet. Velik preobrat tako v vinogradništvu kot vinarstvu so  Brda doživela po drugi svetovni vojni, še posebej leta 1957, ko je začela delovati sodobna vinska klet na Dobrovem. Zadnja leta pa se vse bolj uveljavljajo številni zasebni kletarji, ki uspešno tržijo svoja vina najvišje kakovosti.
Brda so področje, ki ima zaradi sestave tal (lapornato – ilovnata zemlja), konfiguracije terena in ugodnega podnebja (milo podnebje, z veliko sonca in zimami, ki skoraj ne poznajo snega) idealne pedoklimatske pogoje za pridelavo odličnih belih in rdečih vrhunskih vin.

## Zgodovina
Goriška brda so bila poseljena že v rimski dobi. Arheološke najdbe t. i. vile rustice so na Ceglem, v Neblem, Gonjačah, Golem Brdu, Kozarnem in Šmartno.
Poselitev se je povečala v srednjem veku, o čemer so na voljo tudi arheološki dokazi kot so utrjene postojanke Belo, Kozarno, Gradno in Kožbana in nekateri starejši religiozni objekti.
V visokem in poznem srednjem veku so bila Brda ločnica med avstrijskim cesarstvom in Benečani. V tem času so nastale številne utrdbe (Šmartno, Biljana, Šlovrenc), gradovi (Dobrovo, Vipolže, Cerovo in Kojsko) ter utrjene vasi. Obmejni postojanki sta bili Šlovrenc in Šmartno. Iz obdobja turških vpadov so se ohranili tabori.

## Demografija
Na naši strani države obsega 83 km2 ozemlja, na katerem živi 5765 ljudi. Za moške prebivalce Goriških brd se uporablja izraz Brici, za ženske pa Brike. Povprečna gostota poselitve je 69 ljudi na kvadratni kilometer ali za četrtino manj od državnega povprečja. Med letoma 1961 in 1991 se je število prebivalcev zmanjšalo za 9 %, zaradi neugodnih demografskih tokov pa je značilna tudi precejšnja prebivalstvena ostarelost. Leta 1991 je bilo kmečkega prebivalstva še 23,6 % (Slovenija 7,4 %), leta 1961 pa kar 76,9 %.

## Znamenitosti
Brda niso samo dežela vina in sadja, pač pa v svojih nedrih skrivajo številne kulturne znamenitosti.
- Razgledni stolp v Gonjačah (arhitekt Marko Šlajmer), 23 metrov visok in je osrednja točka Brd. Pod stolpom je spominski dvostranski relief, spomenik posvečen žrtvam druge svetovne vojne. Avtor bronastega reliefa je kipar Janez Boljka. Postavljen je bil leta 1961. Ob sončnem ali vetrovnem vremenu se z vrha odpre lep razgled na Furlanijo vse do Jadranskega morja, na Julijske in Karnijske Alpe, Dolomite, Trnovski gozd, Vipavsko dolino in Kras.
- Renesančni dvorec v Dobrovem, z vogalnimi stolpi iz 17. stoletja. Stavba je ohranjena v skoraj nespremenjenem videzu razporeditve prostorov in ostanki poslikav in je po obnovi in rekonstrukciji preurejena v lokalni muzej. V kleti je vinoteka. Grad naj bi pozidali knezi Montecuccoli, dokončali grofje Colloredo, pozneje so ga odkupili grofje de Catterini. Nasledil jih je grof Silverio de Baguer, ki je bil zadnji lastnik do vojne. V pritličju so trije prostori, v dveh je restavracija, v enem pa lovska soba, ki je okrašena s slikami krajev, kjer so nekdanji dobrovski gospodje imeli posesti. V prvem nadstropju je Viteška dvorana, v kateri se odvijajo številne kulturne prireditve. Najbolj odmevni so večeri Hitovih muz na gradu Dobrovo, na katerih gostujejo glasbeniki svetovnega slovesa. Dvorana je okrašena z naslikanimi grbi nekdanjih lastnikov gradu. V ostalih prostorih je manjša muzejska razstava. V drugem nadstropju je edina stalna zbirka grafik slikarja, briškega rojaka Zorana Mušiča. V grajski kleti je urejena enoteka z vini briških vinarjev.
- Cerkev Svetega Križa v Kojskem ima gotski oltar iz leta 1515. Je redek v celoti ohranjen krilni oltar v Sloveniji. V srednjem delu je upodobljeno Križanje z mnogimi figurami, na krilih je reliefno prikazana legenda o najdbi in povišanju svetega Križa, na predeli je prizor Križevega pota.
- Cerkev Marije na jezeru v Golem Brdu; ohranjen ima poznogotski stranski oltar Žalostne Marije božje.
- Lovski dvorec goriških grofov v Vipolžah iz 11. stoletja.
- Šmartno je vse do danes ohranilo elemente stare, utrjene, mediteranske vasi. Obzidje s stolpi je iz prve polovice 16. stoletja, zgradili so ga v času turških napadov, varovalo pa ga je tudi pred drugimi napadalci. Obzidje objema stare hiše, nastale med 16. in 20. stoletjem, trge in ozke ulice. Zaradi bogate stavbne dediščine so Šmartno razglasili za kulturni spomenik. Hiše intenzivno obnavljajo. V Šmartnem so vsak svojo hišo dobili primorski in avstrijski slikarji. V posebni Briški hiši pa je predstavljeno življenje domačinov v začetku 20. stoletja.

Brda navdihujejo številne slikarje, zato se lahko pohvalijo s še eno slikarsko hišo, to je Bažatova hiša umetnikov na Humu, ki je nastala iz nekdanje stražnice. 
Brda so tudi arhitekturno zanimiva, saj so mnoge stare hiše večinoma ohranile staro arhitekturo. Za staro kolonsko hišo je značilen osrednji prostor z nizkim odprtim ognjiščem, nekatere imajo dograjen žbatafur z ognjiščem in krušno pečjo. V prvo nadstropje se je prišlo preko ganka na zunanji strani hiše. V hiše bogatejših gospodarjev se je najpogosteje vstopalo skozi širok porton ali portal. Na južni strani vasi je ohranjena Muščeva hiša, domačija, s katere je bil doma oče slikarja Mušiča, Anton. Pokopan je na pokopališču nad vasjo.

## Znane osebnosti
- Alojz Gradnik, pesnik, se je rodil v Medani, ki jo je mojstrsko upodobil v številih pesmih. Brici se vsako leto posvetijo njegovemu spominu z Gradnikovimi večeri.
- Ludvik Zorzut, pesnik ki je kar nekaj svojih pesmi napisal v briškem narečju.
- Rado Simoniti, skladatelj
- Jožko Jakončič, skladatelj
- Srečko Kumar, glasbenik in zborovodja
- Gianni Rijavec, slovenski pevec in skladatelj zabavne glasbe
- Mitja Blažič, novinar
- Brane Mozetič, pesnik, pisatelj in urednik ter selektor najstarejšega evropskega festivala LGBT filmskega festivala
- Karl Širok, pesnik
- Zoran Mušič, slikar, ki je bil enako uspešen v Parizu ali Benetkah
- Tanja Makuc, slikarka
- Franc Mužič, župan Občine Brda od 1994. leta dalje. Župan z najdaljšim stažem v Sloveniji.

Najzanimivejši kulturni dogodek je zagotovo praznik češenj v začetku junija, ki poteka vse od leta 1968. Poleg razstave češenj in češnjevih jedi je organizirana tudi povorka s prikazom tradicionalnih kmečkih obrti in opravil v Brdih.